# Supersubmarina
Supersubmarina és un grup indie-pop espanyol de Baeza. Està format per quatre membres: José Chino, Jay, Pope i Juancha.

## Biografia
La idea de formar un grup va sorgir el 2005, quan van començar a tocar simplement per diversió i en unes condicions molt precàries. Un d'eixos dies que van quedar per a tocar, van introduir un arreglament a un tema que imitava el son de la mar, i d'ací va eixir el nom original del conjunt. A partir d'ací amb molt esforç i ganes de seguir avançant, Supersubmarina va creixent a poc a poc, i l'any passat van començar a donar-li forma a "Cientocero", el seu primer EP, que des del 16 de Desembre es pot adquirir en format digital.
Aquest és el primer dels tres EPs que el grup publicarà abans de traure a la venda el seu primer disc que vorà la llum aquest 2009. El senzill que dona títol genèric a aquest primer treball, és una visió realista i valent sobre la cocaïna. El nom és una paraula inventada pels membres de la banda que fa referència al consum de cocaïna.
L'EP està format per quatre cançons compostes per ells mateixos. Canten als problemes quotidians, parlen de les relacions entre les persones, però ho fan amb un llenguatge propi i un estil molt original. A pesar d'estar coneixent-se, ja han tingut l'oportunitat de pujar a l'escenari amb grups tan importants com Pereza, Vetusta Morla, Russian Red, Iván Ferreiro o Marlango.

## Discografia
Cientocero (2008) EP
1. "Cientocero"
2. "Estática galáctica"
3. "No es así"
4. "Cientocero" (versió anglesa)
5. "Cientocero" (maqueta)

Supersubmarina (2009) EP
1. "Supersubmarina"
2. "Ana"
3. "Ola de calor"
4. "OCB"

Electroviral (2010) CD
1. "Magia electroviral" - intro
2. "Eléctrico"
3. "Niebla"
4. "Supersubmarina"
5. "Ana"
6. "LN Granada"
7. "Chas! y aparezco a tu lado"
8. "Cientocero"
9. "XXI"
10. "Elástica galáctica"
11. "Ola de calor"
12. "Centro de atención"
13. "Eres"

Realimentación (2011) EP
1. "Kevin McAlister"
2. "Puta vida"
3. "Emperatriz"
4. "El encuentro"

Santacruz (2012) CD
1. "Canción de guerra"
2. "Santacruz"
3. "Hermética"
4. "En mis venas"
5. "Tu saeta"
6. "Para dormir cuando no estés"
7. "El baile de los muertos"
8. "De las dudas infinitas"
9. "Tecnicolor"
10. "Cometas"
11. "Hogueras"